# Anjra
Anjra  (in arabo أنجرة‎?, in berbero ⴰⵏⵊⵔⴰ) è un centro abitato e comune rurale del Marocco situato nella provincia di Fahs Anjra, regione di Tangeri-Tetouan-Al Hoceima. Conta una popolazione di 16 081 abitanti (censimento 2014).